# Bullitt County
Bullitt County je okres ve státě Kentucky v USA. K roku 2010 zde žilo 74 319 obyvatel. Správním městem okresu je Shepherdsville. Celková rozloha okresu činí 778 km².